# Cymbalaire des murs
Cymbalaria muralis, Linaria cymbalaria · Linaire cymbalaire, Linaire des murs, Ruine de Rome, Cymbalaire
Espèce
Classification APG III (2009)
La Cymbalaire des murs (Cymbalaria muralis, anciennement Linaria cymbalaria), est une espèce de plante herbacée vivace, originaire du sud de l'Europe et d'Asie occidentale.
Elle fait partie de la famille des Scrofulariacées, selon la classification classique, ou des Plantaginacées, selon la classification phylogénétique.
Elle tapisse fréquemment les vieux murs de touffes aux feuilles arrondies et luisantes et aux petites fleurs violettes à la gorge tachée de jaune. Elle peut densément recouvrir la surface qu’elle occupe sur une dizaine de centimètres d’épaisseur en se marcottant ou en se ressemant.

## Dénominations
- Nom scientifique valide : Cymbalaria muralis G.Gaertn., B.Mey. & Scherb., 1800 ;
- Noms vulgaires (vulgarisation scientifique) recommandés ou typiques en français : Cymbalaire des murs[1],[2],[3],[4],[5], Linaire cymbalaire[5],[2], Linaire des murs[5] ;
- Autres noms vulgaires ou noms vernaculaires (langage courant) pouvant désigner éventuellement d'autres espèces : Cymbalaire[1],[5], Ruine de Rome[1],[4] ou Ruine-de-Rome[5]. À La Réunion : Cymbalaire des murailles[1].

## Nomenclature
En 1753, Linné donne la première description de l’espèce sous le nom de Antirrhinum cymbalaria publiée dans Species Plantarum 2: 612, car il regroupait sous Antirrhinum plusieurs plantes à fleurs irrégulières avec un éperon, sans distinguer clairement leurs différences écologiques et morphologiques.
En 1800, Gärtner, Meyer et Scherbius, dans leur ouvrage Botanisches Taschenbuch, établissent le genre Cymbalaria en remplaçant Antirrhinum cymbalaria L. par Cymbalaria muralis. Ils invoquent notamment des arguments morphologiques (port rampant, petites fleurs solitaires et non en grappes, feuilles arrondies à lobes profonds au lieu de feuilles entières). Mais comme la combinaison ** Cymbalaria cymbalaria (qu'ils auraient dû adopter) contredit le code de la nomenclature, ils durent créer le nouveau épithète spécifique muralis. Car le nom d’une espèce ne peut pas être un tautonyme (le nom spécifique ne peut pas répéter exactement le nom générique).

### Étymologie
Le nom de genre Cymbalaria dérive du latin cymbalum « instrument de musique en forme de disque renflé au milieu » qui est devenu la cymbale. Du grec κύμβαλον – kumbalon, « cymbale ». Le nom s’est appliqué à Umbilicus rupestris pour ses feuilles rondes et peltées. Par extension, on l’a appliqué à d’autres espèces aux feuilles arrondies et paraissant peltées, comme Cymbalaria muralis et plus tard à de nombreuses autres espèces, dont Veronica cymbalaria Bodard (1798).
L'épithète spécifique muralis vient du latin muralis, -is, -e, « de mur » dérivé de murus, « mur ». Cet épithète fait référence à la paroi des vieux murs propice à l'accueil de cette espèce rupicole et explique ses noms vernaculaires (Lierre fleuri, Lierre des murs, Ruine de Rome).

## Synonymes
Selon Tropicos, Cymbalaria muralis possède 3 synonymes
- Antirrhinum cymbalaria L.
- Elatine cymbalaria (L.) Moench
- Linaria cymbalaria (L.) Mill.

## Description

### Appareil végétatif
Plante herbacée, vivace, poussant en touffes, à tiges glabres généralement pourprées, filiformes, rampantes ou retombantes. Les jeunes pédoncules et pétioles sont glanduleux.
La feuille la plupart alterne est longuement pétiolée, lustrée et charnue, ronde à réniforme, palmatinervée, à 5 lobes ou plus, à apex mucronulé et à base lobée. La face inférieure et la marge du limbe sont pourprées.

Appareil végétatif
Aspect général de la plante
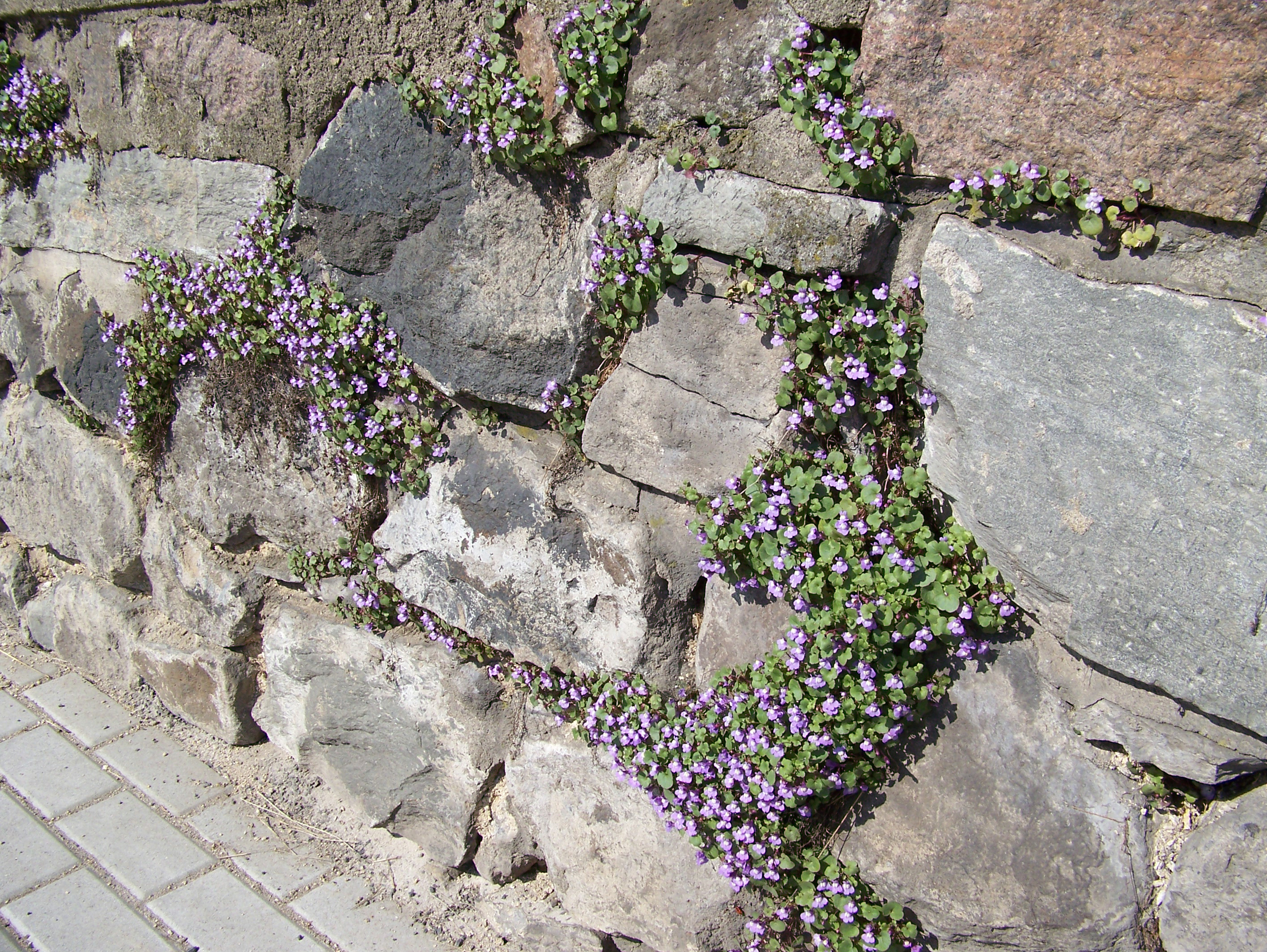
Aspect dans un mur
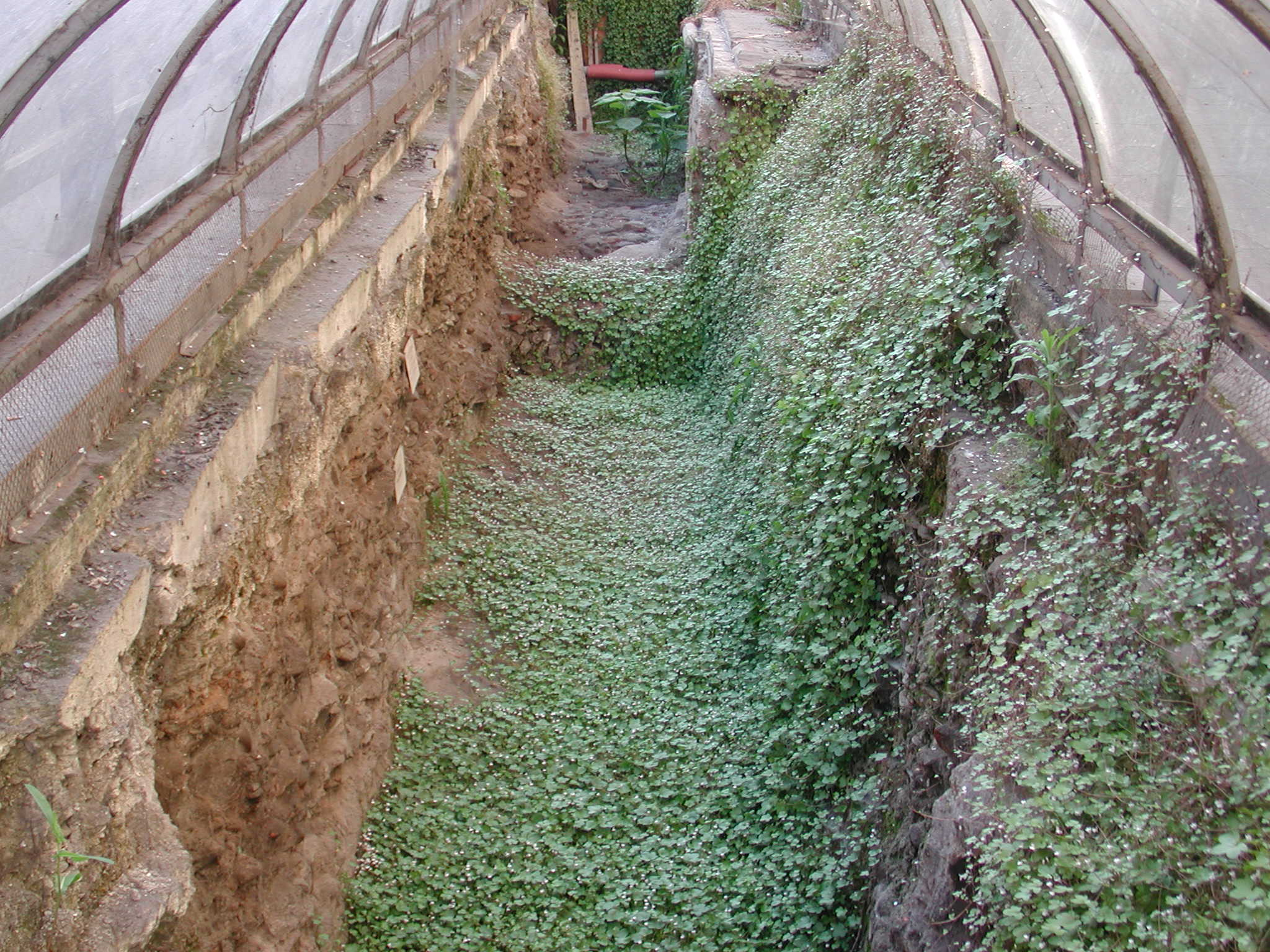
Colonisation d'un espace
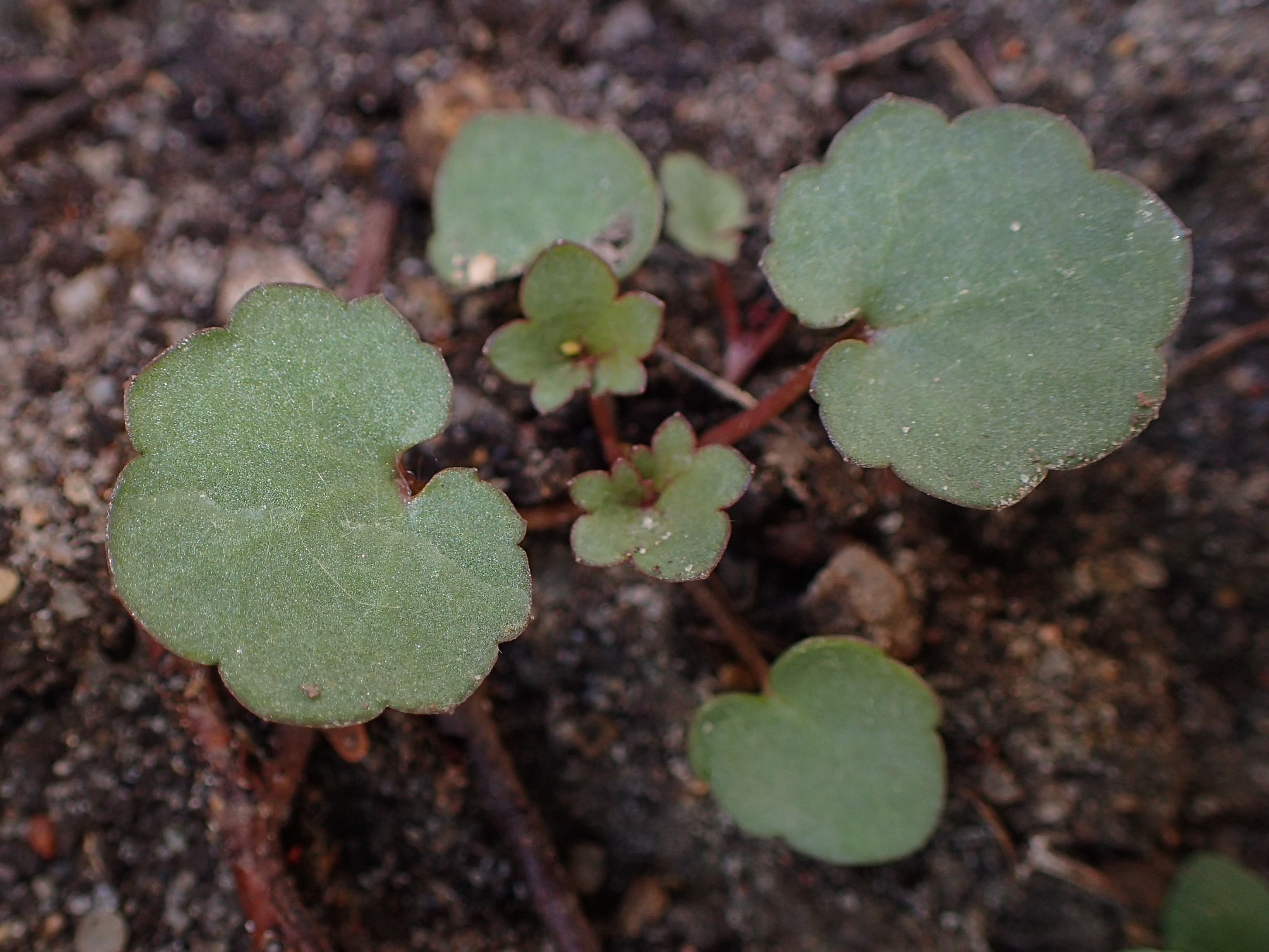
Plantule
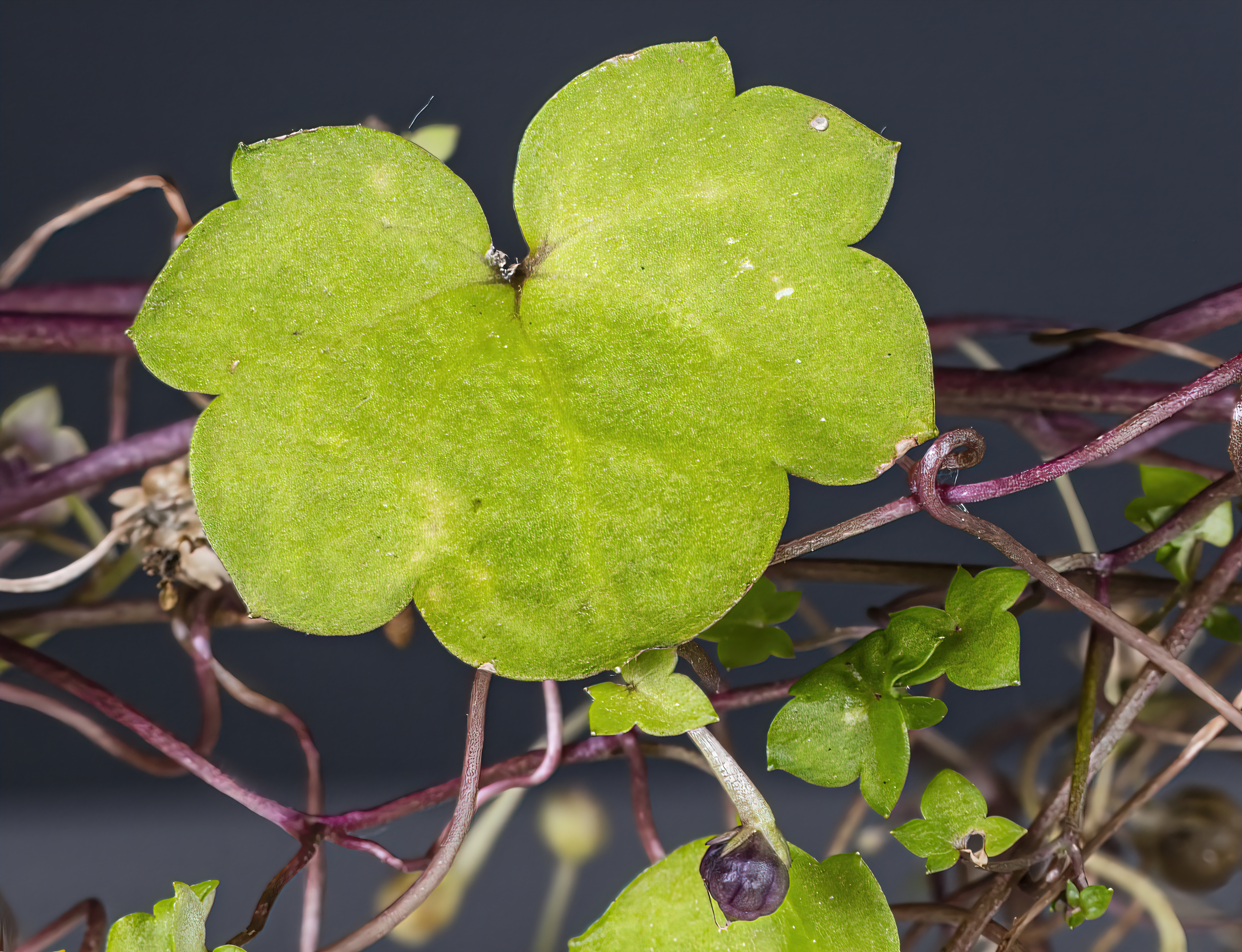
Feuille

### Appareil reproducteur
La floraison va de mars-avril à septembre (floraison plus précoce en région méditerranéenne).
Les fleurs blanc-rosé ou rose-violacé, dont la corolle mesure 1 cm de diamètre environ, sont zygomorphes, personées, solitaires, fixées sur un calice gamosépale quinquédenté, et portées par un long pédoncule axillaires. La lèvre supérieure est bilobée et marquée par deux ou trois traits verticaux foncés sous chaque lobe ; la lèvre inférieure, trilobée, possède un palais à deux bosselures blanches maculées de jaune en leur sommet. La corolle se prolonge, dans sa partie inférieure, par un court éperon nectarifère pointu.  
La plante est entomogame et autogame. Les fleurs sont périgyne et possèdent 4 étamines (2 courtes et 2 plus longues) entourant la base de l'ovaire d'où part un style aussi long que les filets des 2 plus longues étamines, le stigmate se retrouve donc en contact avec les anthères.
Les fruits sont des capsules glabres à valves déhiscentes libérant, à maturité, des graines noir-grisâtre inférieures à 0,5 millimètre de diamètre qui présentent de profondes aspérités favorisant l’adhérence aux surfaces. À la fructification, le pédoncule s’incline en direction du support permettant à la capsule de libérer les graines dans les interstices du substrat (mur par ex.), assurant ainsi l'autochorie.

Fleur, fruit et graine de la Cymbalaire des murs.
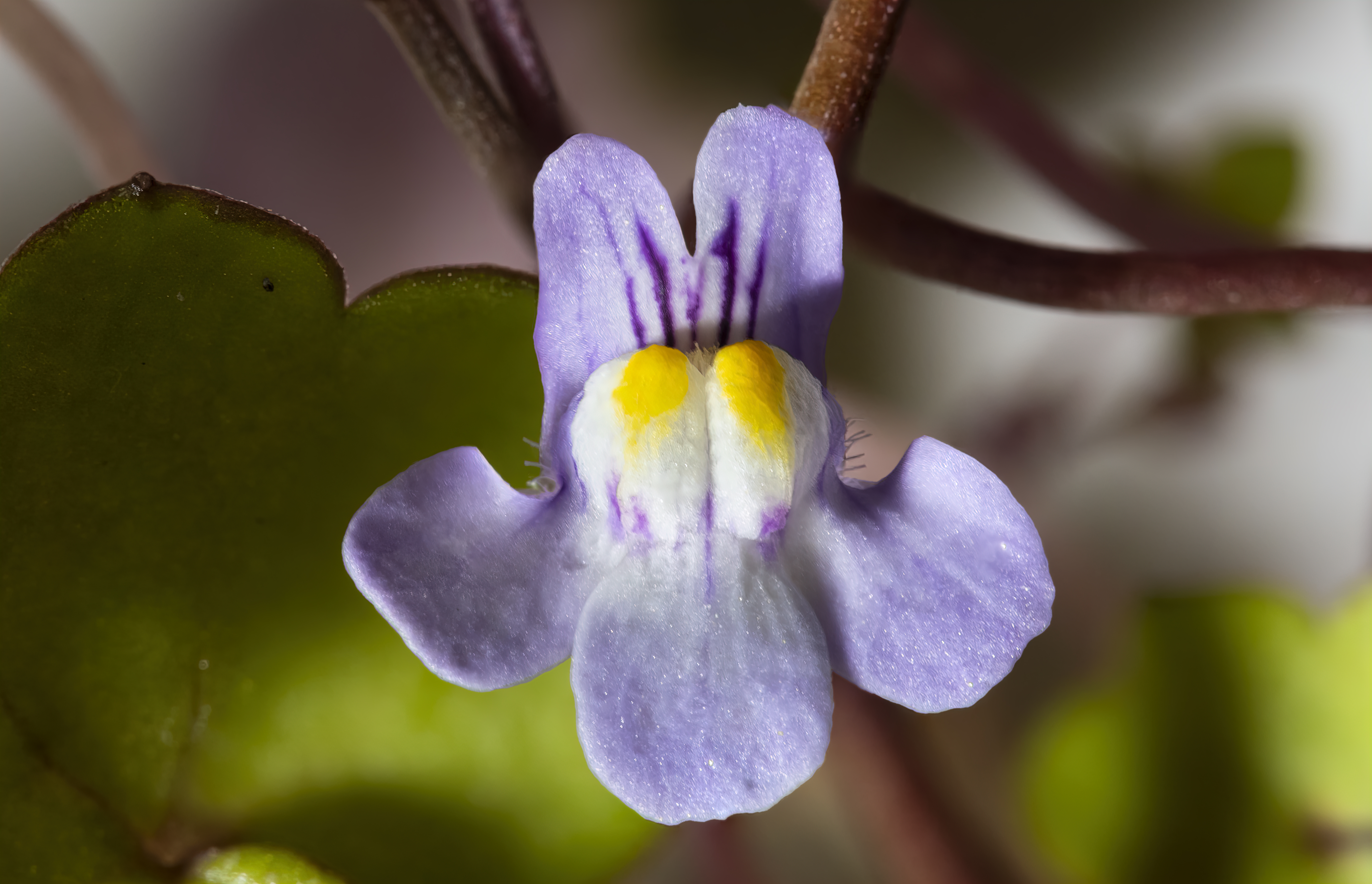
Fleur de Cymbalaria muralis vue de face.
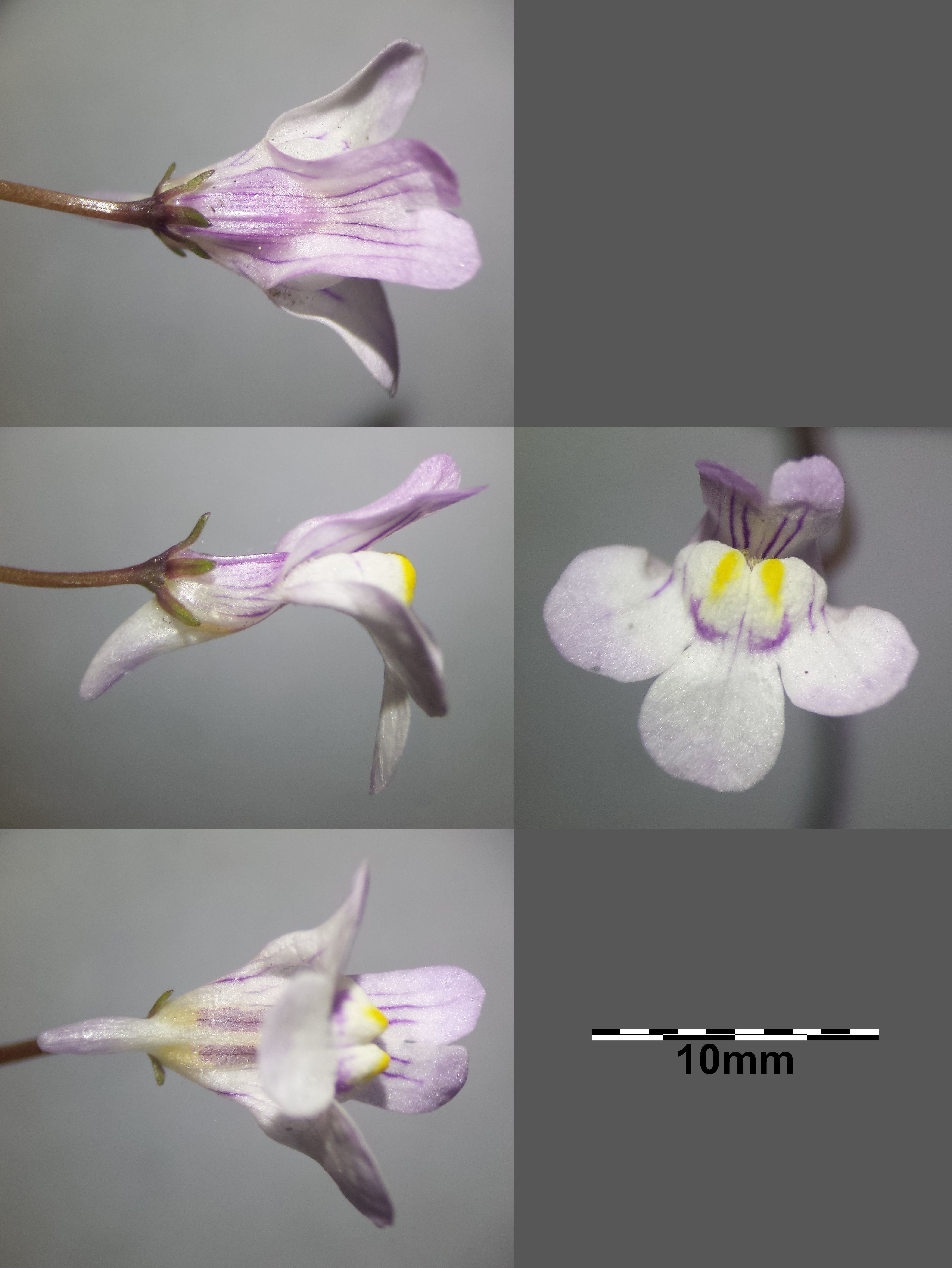
Détails d'une fleur.
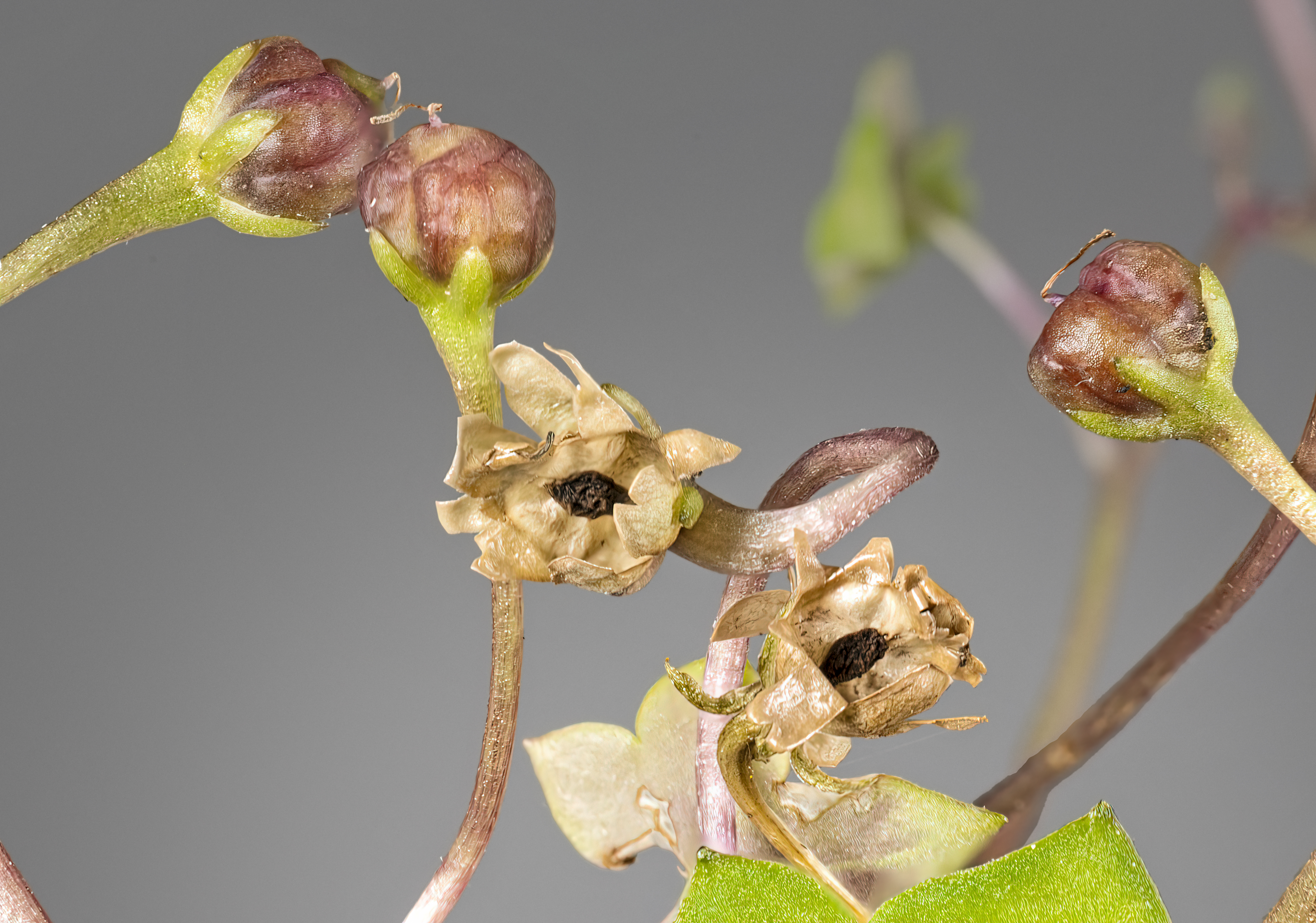
Fruit de Cymbalaria muralis.
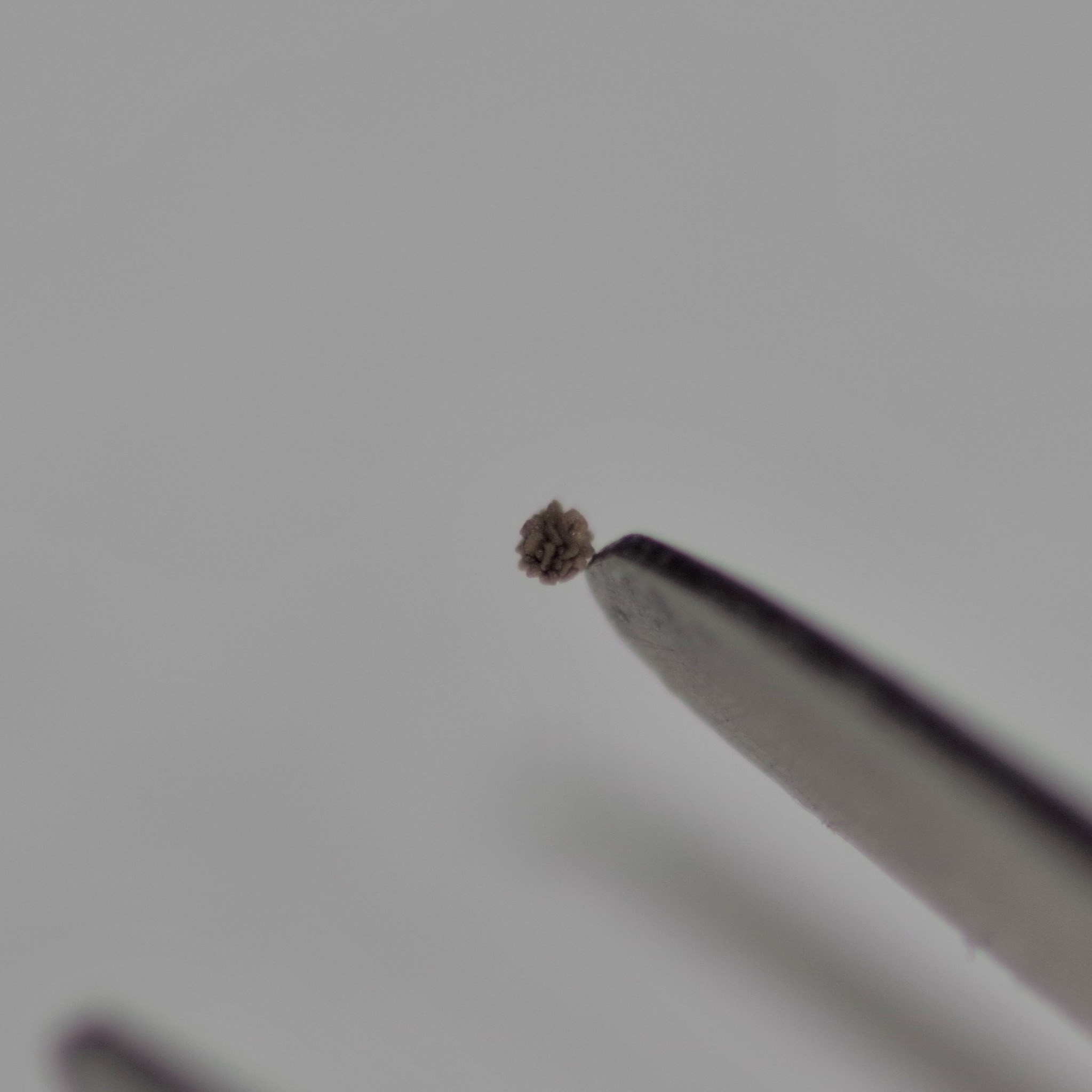
Une graine de Cymbalaria muralis accrochée à une pince à timbre.
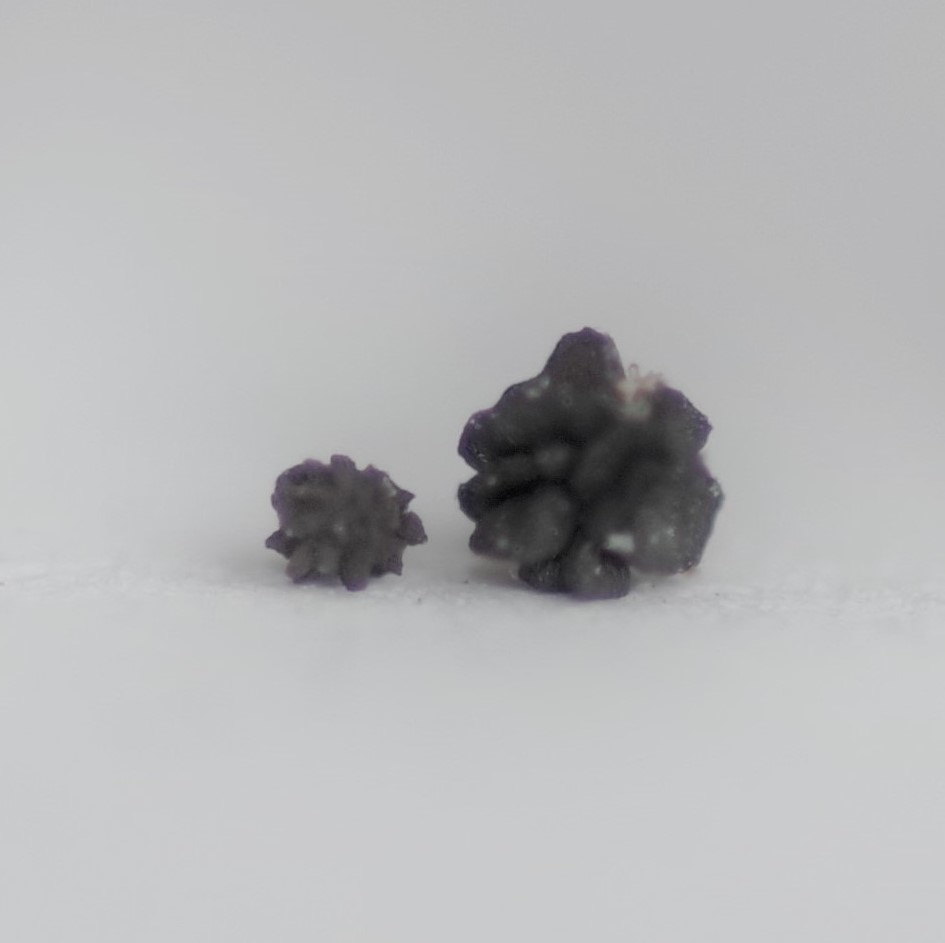
Deux graines de Cymbalaria muralis (la plus grosse mesure 1mm).
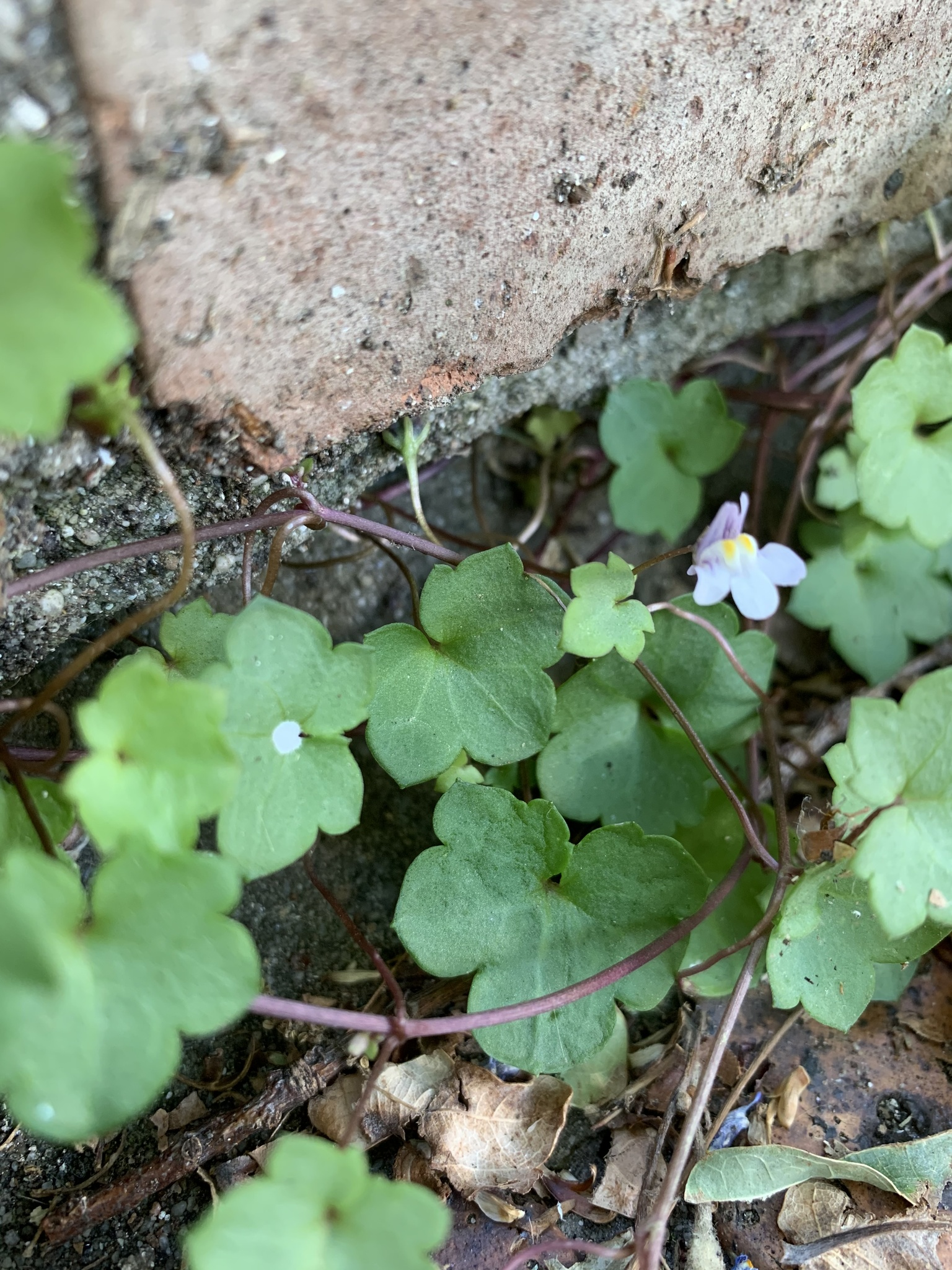
Deux graines plaquées dans des interstices

## Écologie et habitat

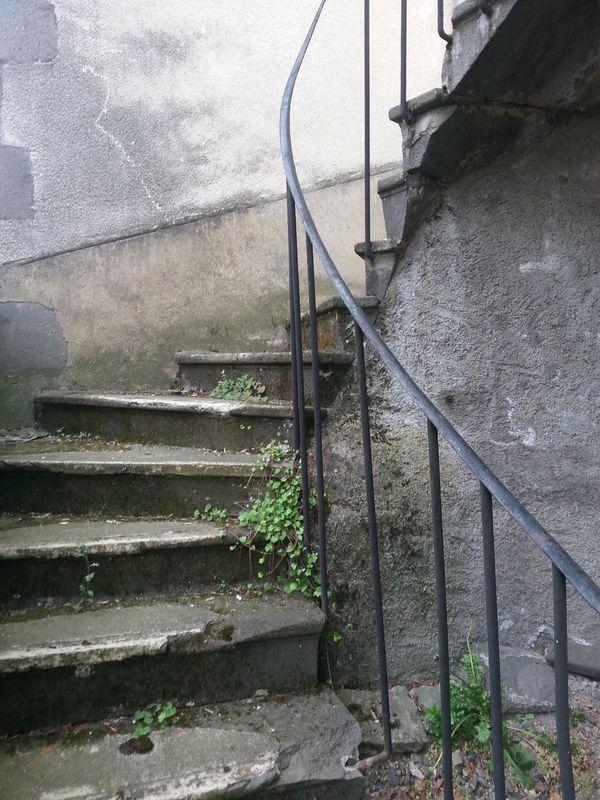
Ruine-de-Rome sur un vieil escalier.

Selon POWO, l’aire de répartition naturelle de cette espèce est les Alpes du Sud, l’Italie centrale et du Sud, le nord-ouest de la péninsule balkanique. Elle est donc originaire de France, Autriche, Italie, ex-Yougoslavie, Suisse.
Elle a été introduite dans les autres pays d’Union européenne, au Maghreb, Afrique du Sud, en divers endroits d’Amérique du Nord et du Sud, où elle s'est naturalisée.
Son appellation commune, « ruine de Rome », témoigne de son origine méditerranéenne. Son expansion dans de nombreuses régions françaises est liée à ses propriétés médicinales.
Lythophyte, thermophile et calciphile, elle est fréquente dans les anfractuosités des murs de pierre en mi-ombrage ou ombragés et souvent accompagnée de Capillaire des murailles (Asplenium trichomanes) ou de Rue des murailles (Asplenium ruta-muralis). "Elle affectionne aujourd’hui les villes, où les températures sont plus clémentes". Elle est ainsi devenue une espèce adventice envahissante, constituant la végétation banale de l'alliance du Cymbalario muralis – Asplenion rutae-murariae (classe des Parietarietea judaicae).

## Propriétés médicinales
Elle permettrait de soigner la gale et le scorbut.

## Sous-espèces
- Cymbalaria muralis subsp. muralis
- Cymbalaria muralis subsp. pubescens (C.Presl) D.A.Webb
- Cymbalaria muralis subsp. visianii D.A.Webb

## Aspects culturels
Cette petite plante, capable de germer jusqu'en ville dans la moindre fissure de maçonnerie, a inspiré le titre et un chapitre du roman Ruines-de-Rome, de Pierre Senges, paru en 2002.